# Kutry holowniczo-komunikacyjne projektu KH-K
Kutry holowniczo-komunikacyjne projektu KH-K – seria, polskich pomocniczych jednostek pływających – kutrów holowniczo-komunikacyjnych, zbudowanych we Wrocławskiej Stoczni Rzecznej dla Marynarki Wojennej.

## Historia
Do obsługi Punktów Zaopatrzeniowych Okrętów oraz Punktów Manewrowego Bazowania, Marynarka Wojenna używa przybrzeżnego pomostu pływającego PPM-71, który obsługiwany być może tylko i wyłącznie przez holowniki, eksploatowane kutry holownicze KH-200 nie były w stanie obsługiwać pomostu PPM-71. Dodatkowo kutry KH-200 znajdujące się na wyposażeniu jednostek saperskich Marynarki Wojennej przeznaczone były do obsługi parków pontonowych i pomostów wyłącznie na wodach śródlądowych, próby używanie ich na wodach morskich kończyły się niepowodzeniem. W połowie lat osiemdziesiątych XX wieku podjęto decyzję o wyposażeniu pododdziałów wyposażonych w pomosty pływające w kutry posiadające dzielność morską.
W 1987 roku we Wrocławskiej Stoczni Rzecznej wybudowano dla Przedsiębiorstwa Budownictwa Wodnego we Wrocławiu pierwszy kuter KH-K. Dla Marynarki Wojennej opracowano zmodyfikowaną i zmilitaryzowaną wersję. Wybudowano dwie jednostki oznaczone jako K-20 i K-21, które weszły to do służby odpowiednio: 15 maja 1989 i 19 lutego 1990 roku. Obie jednostki wcielono do 2. Brygady Okrętów Desantowych 8. Flotylli Obrony Wybrzeża w Świnoujściu. Planowano wybudować większą serię jednostek tego typu, jednak z powodu zmian organizacyjnych w PWM oraz problemów finansowych ograniczono się do tylko dwóch jednostek. 

## Konstrukcja
Kutry holowniczo-komunikacyjne są pomocniczymi jednostkami pływającymi przeznaczonymi do obsługi pomostów pływających, holowania oraz transportu osób i ładunków. Mają one długość wynoszącą 9 m, szerokość 3 m oraz zanurzenie 0,83 m. Jednostki te wypierają 12,25 tony. Kadłub wykonany jest ze stali, natomiast pokładówka jest aluminiowa. Dwie takie jednostki są w stanie obsłużyć jeden pomost. Załoga składa się z 3 osób, natomiast kutry te są w stanie na swoich pokładach przetransportować 18 osób.
Napęd stanową dwa silniki wysokoprężne Rekin SW400/M2 o mocy 100 KM każdy, napędzające za pośrednictwem przekładni redukcyjno-nawrotowych, dwie linie wałów napędowych zakończone śrubą napędową. Energię elektryczną zapewniają dwa alternatory o mocy 0,28 kW każdy.